# Gyalyum Chenmo Memorial Gold Cup

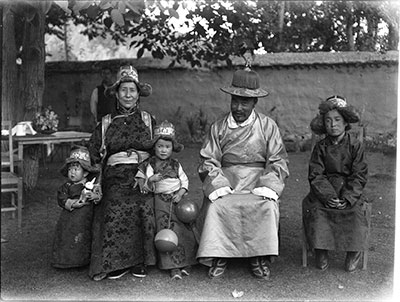
Photo prise à Lhassa en 1947, Gyalyum Chenmo, Choekyong Tsering, et leurs enfants.

Le Gyalyum Chenmo Memorial Gold Cup est une compétition internationale de football se déroulant chaque année, pendant quelques jours. C'est également le tournoi de football le plus prestigieux organisé au par la communauté en exil tibétain en Inde.
La compétition est créée en mémoire de Gyalyum Chenmo qui décède le 12 janvier 1981, elle est la mère de Tenzin Gyatso le 14e Dalaï-lama.

## Histoire
En janvier 1981 à Dharamsala, Joe Tsering, ancien chef comptable du Villages d'enfants tibétains (TCV) prend l'initiative d'organiser un tournoi de football. Il est accrédité en tant que fondateur du tournoi de football Gyalyum Chenmo Memorial Gold Cup (GCMGC). Un comité d'organisation a été formé en août 1981, la plupart des membres étaient des membres du personnel du Villages d'enfants tibétains (TCV).
Le premier tournoi de football GCMGC a eu lieu au Villages d'enfants tibétains (TCV) au mois d'octobre 1981. Toutes les équipes participantes étaient de la région de Dharamshala et l'équipe de TCV a remporté la première édition du tournoi. A cette époque, la Gold Cup originale était en préparation. La Gold Cup originale a été conçue et réalisée par le sculpteur Pema Dorjee, il travaille actuellement à l'Institut Norbulingka. La coupe a été fait avec de l'or pur, les manches en argent et conçu avec de l'or. Le coût de la Gold Cup était de presque vingt et un mille roupies indiennes à l'exclusion de tous les bijoux.
En 1982, les équipes de Dharamshala ont été invitées à participer au tournoi. Le même comité avait organisé ce tournoi jusqu'en 1989. En raison de problèmes imprévus, le comité fut dissout et un nouveau comité fut formé, représentant le Comité Central d'Ü-Tsang, Doetoe, Doemay, Chikdrel Tsokpa, TYC et TWA. Plus tard, le TYC s'est complètement retiré de ce comité et TWA s'est retiré de son statut de membre actif. Les quatre associations restantes avaient organisé le tournoi de football GCMGC en 1997 et en 1999. Encore une fois, ce comité ne pouvait pas continuer en raison de ses autres activités politiques.
En 2002, l'Association nationale des sports tibétains (TNSA) a été créée. Le but principal et les objectifs de l'association étaient de promouvoir les sports en général et le football en particulier parmi la communauté tibétaine. La tâche principale était de former l'Équipe du Tibet de football et d'organiser des tournois de football parmi les Tibétains.
La TNSA organise le tournoi de football GCMGC de manière plus professionnelle à partir de 2003. En 2003 et 2004 le tournoi a été organisé d'abord au niveau régional. Ensuite, la meilleure équipe ou les joueurs sélectionnés formaient une équipe et représentaient cette région pour le tournoi final. Le but de la TNSA est de promouvoir les clubs de niveau local.
La TNSA introduit le système de billetterie, qui vise à couvrir une partie des dépenses du tournoi.
En 2007 pour la première fois le tournoi est organisé à Clement Town (en) en dehors de Dharamsala.
Pour la 16e édition du Gyalyum Chenmo Memorial Gold Cup 2010, le tournoi est remporté pour la quatrième fois par Dhondupling FC en battant le Doegoling FC.
En 2011, pour la 17e édition du Gyalyum Chenmo Memorial Gold Cup 2011, la compétition est remportée par Gholladhalla FC face au Dhondupling FC aux tirs au but.
Pour la 18e édition du Gyalyum Chenmo Memorial Gold Cup 2012, le tournoi est remporté pour le Phuntsokling FC en battant aux tirs au but Tashi Phalkhiel SC.
La 19e édition du Gyalyum Chenmo Memorial Gold Cup 2013 est remportée pour la cinquième fois par le Dhondupling FC.
La 20e édition du Gyalyum Chenmo Memorial Gold Cup 2014 est remportée par le Tashiling Pokhara 2 à 0 face au Dhondupling FC.
Pour le 21e édition du Gyalyum Chenmo Memorial Gold Cup 2015, le Mundgod Potala FC remporte la finale face au Tashiling Pokhara sur un score de 2 à 1.
Lors de la 22e édition du Gyalyum Chenmo Memorial Gold Cup 2016, le club du Tibetan Dickyi Larsoe FC bat 4 à 1 en finale le quintuple champion Dhondupling FC,.
Du 7 au 10 juillet 2016, une première édition du Gyalyum Chenmo Memorial Gold Cup a eu lieu en Amérique du Nord dans la ville de Toronto de la province de Ontario au Canada, 12 clubs participeront à la première édition, le Toronto Cholsum FC a remporté la première coupe d'or nord-américaine Gyalyum Chenmo Memorial après avoir battu le New York Tibet United 4-2. 
Une seconde édition voit le jour en 2018 et a lieu à New York, dans l'État de New York aux États-Unis,.
La 23e édition du Gyalyum Chenmo Memorial Gold Cup 2017, qui a lieu dans la ville de Kollegal. Le tournoi est remporté pour la première fois par l'Himalayan FC battant 2 à 0 le Dhondupling FC.
Pour la 24e édition du Gyalyum Chenmo Memorial Gold Cup 2018, qui a lieu dans la ville de Bylakuppe, le club DYSA Mundgod FC	remporte la finale du tournoi face au Gangtok FC sur un score de 2 à 0,,,. Au total 18 clubs participeront au tournoi.

## Palmarès
| #                            | Édition | Vainqueur                       | Score       | Finaliste          | Lieu de la finale | Rapport   |
| ---------------------------- | ------- | ------------------------------- | ----------- | ------------------ | ----------------- | --------- |
| 1                            | 1981    | TCV School                      | ? - ?       |                    | Dharamsala        |           |
| 2                            | 1982    | Est 22                          | ? - ?       |                    | Dharamsala        |           |
| 3                            | 1983    | TCV School                      | ? - ?       |                    | Dharamsala        |           |
| 4                            | 1984    | Est 22                          | ? - ?       |                    | Dharamsala        |           |
| Pas d'édition en 1985        |         |                                 |             |                    |                   |           |
| 5                            | 1986    | Regional Tibetan Youth Congress | ? - ?       |                    | Dharamsala        |           |
| Pas d'édition en 1987        |         |                                 |             |                    |                   |           |
| 6                            | 1988    | Tibetan United Team             | ? - ?       |                    | Dharamsala        |           |
| 7                            | 1989    | Tibetan United Team             | ? - ?       |                    | Dharamsala        |           |
| Pas d'édition de 1990 à 1996 |         |                                 |             |                    |                   |           |
| 8                            | 1997    | TIPA                            | ? - ?       |                    | Dharamsala        |           |
| Pas d'édition en 1998        |         |                                 |             |                    |                   |           |
| 9                            | 1999    | Dhondupling FC                  | ? - ?       |                    | Dharamsala        |           |
| Pas d'édition de 2000 à 2002 |         |                                 |             |                    |                   |           |
| 10                           | 2003    | Pokhara FC                      | ? - ?       | Dharamshala FC     | Dharamsala        |           |
| 11                           | 2004    | Kathmandu FC                    | 2 - 2 (3-0) | Est 22             | Dharamsala        |           |
| 12                           | 2005    | Dhondupling FC                  | 6 - 0       | Bir United         | Dharamsala        | (Rapport) |
| Pas d'édition en 2006        |         |                                 |             |                    |                   |           |
| 13                           | 2007    | Bylakuppe FC                    | 3 - 2       | Delhi United       | Clement Town (en) | (Rapport) |
| 14                           | 2008    | Dhondupling FC                  | 2 - 1       | Bylakuppe FC       | Mundgod           | (Rapport) |
| 15                           | 2009    | Mundgod Potala FC               | 4 - 3       | TSAM FC            | Dharamsala        | (Rapport) |
| 16                           | 2010    | Dhondupling FC                  | ? - ?       | Doegoling FC       | Bylakuppe         | (Rapport) |
| 17                           | 2011    | Gholladhalla FC                 | 0 - 0 (1-0) | Dhondupling FC     | Mundgod           | (Rapport) |
| 18                           | 2012    | Phuntsokling FC                 | 1 - 1 (4-2) | Tashi Phalkhiel SC | Dharamsala        | (Rapport) |
| 19                           | 2013    | Dhondupling FC                  | 1 - 0       | Goa Tibetan Club   | Hunsur (en)       | (Rapport) |
| 20                           | 2014    | Tashiling Pokhara               | 2 - 0       | Dhondupling FC     | Clement Town (en) | (Rapport) |
| 21                           | 2015    | Mundgod Potala FC               | 2 - 1       | Tashiling Pokhara  | Dharamsala        | (Rapport) |
| 22                           | 2016    | Tibetan Dickyi Larsoe FC        | 4 - 1       | Dhondupling FC     | Mundgod           | (Rapport) |
| 23                           | 2017    | Himalayan FC                    | 2 - 0       | Dhondupling FC     | Kollegal (en)     | (Rapport) |
| 24                           | 2018    | DYSA Mundgod FC                 | 2 - 0       | Gangtok FC         | Bylakuppe         | (Rapport) |
| 25                           | 2019    |                                 | -           |                    |                   |           |

| # | Édition | Vainqueur             | Score | Finaliste             | Lieu de la finale    | Rapport      |
| - | ------- | --------------------- | ----- | --------------------- | -------------------- | ------------ |
| 1 | 2016    | Toronto Cholsum FC    | 4 - 2 | New York Tibet United | Toronto, Canada      | (Rapport)    |
| 2 | 2018    | New York Tibet United | 3 - 0 | Toronto Cholsum FC    | New York, États-Unis | (Rapport)    |
| 3 | 2020    |                       | -     |                       | ?, Europe            | [ (Rapport)] |

## Palmarès par club
| Rang | Clubs                           | Titres (éditions)              | Finales perdues (éditions) |
| ---- | ------------------------------- | ------------------------------ | -------------------------- |
| 1    | Dhondupling FC                  | 5 1999, 2005, 2008, 2010, 2013 | 4 2011, 2014, 2016, 2017   |
| 2    | Est 22                          | 2 1982, 1984                   | 1 2004                     |
| 3    | Mundgod Potala FC               | 2 2009, 2015                   | 0                          |
| 3    | TCV School                      | 2 1981, 1983                   | 0                          |
| 3    | Tibetan United Team             | 2 1988, 1989                   | 0                          |
| 4    | Bylakuppe FC                    | 1 2007                         | 1 2008                     |
| 4    | Tashiling Pokhara               | 1 2014                         | 1 2015                     |
| 5    | Gholladhalla FC                 | 1 2011                         | 0                          |
| 5    | Himalayan FC                    | 1 2017                         | 0                          |
| 5    | Kathmandu FC                    | 1 2004                         | 0                          |
| 5    | Phuntsokling FC                 | 1 2012                         | 0                          |
| 5    | Pokhara FC                      | 1 2003                         | 0                          |
| 5    | Regional Tibetan Youth Congress | 1 1986                         | 0                          |
| 5    | Tibetan Dickyi Larsoe FC        | 1 2016                         | 0                          |
| 5    | TIPA                            | 1 1997                         | 0                          |
| 5    | DYSA Mundgod FC                 | 1 2018                         | 0                          |

| Rang | Clubs                 | Titres (éditions) | Finales perdues (éditions) |
| ---- | --------------------- | ----------------- | -------------------------- |
| 1    | Toronto Cholsum FC    | 1 2016            | 1 2018                     |
| 2    | New York Tibet United | 1 2018            | 1 2016                     |

## Lieux des compétitions
De 1981 à 2005, 2009, 2012 et 2015 la compétition a lieu a Dharamsala dans l'état de Himachal Pradesh en Inde.
Le tournoi a lieu à deux reprises en 2007 et 2014 dans la ville de Clement Town (en) dans le District de Dehradun de l'état de Uttarakhand en Inde.
La compétition a lieu à trois reprises en 2008, 2011 et 2016 dans la ville de Mundgod dans le District d'Uttara Kannada de l'état de Karnataka.
En 2010, le tournoi a lieu pour la première fois dans la ville de Bylakuppe dans le District de Mysore de l'état de Karnataka.
En 2013, le tournoi a lieu pour la première fois dans la ville de Hunsur (en) dans le District de Mysore de l'état de Karnataka.
En 2017, le tournoi a lieu pour la première fois dans la ville de Kollegal (en) dans le District de Chamarajanagara de l'état de Karnataka.